# Polyrhachis decellei
Polyrhachis decellei é uma espécie de formiga do gênero Polyrhachis, pertencente à subfamília Formicinae.